# Ann Jellicoe
Ann Jellicoe   (Middlesbrough, 15 de juliol de 1927 - West Bay, 31 d'agost de 2017) va ser una dramaturga, actriu i directora teatral anglesa.
Va estudiar a la Central School of Speech and Drama de Londres (1947-51), on posteriorment fundà el Cockpit Theatre Club, que s'inspirava en el teatre elisabetià del segle xvi i creà diversos muntatges a l'aire lliure. Va destacar per les seves obres de marcat caràcter experimental, com el drama The Sport of My Mad Mother (1956), que guanyà el premi anual de L'Observer i que va haver de suspendre's poc després pels atacs de crítica i públic. També va versionar obres de Txékhov i Ibsen, obtenint un èxit notable. Va esdevenir cèlebre per la seva comèdia sexual The Knack (1962), que va ser adaptava al cinema per Richard Lester i va obtenir el gran premi del Festival de Cannes el 1965.
El 1979 fundà el Colway Theatre Trust a Dorset, on desenvolupà els anomenats Community Plays ("Obres Comunitàries"), muntatges centrats en les problemàtiques d'una localitat concreta, interpretats quasi exclusivament per actors no professionals. També va escriure diverses obres infantils.